# Cryptanthus brevifolius
Espèce
Cryptanthus brevifolius est une espèce de plantes de la famille des Bromeliaceae, endémique de l'Est du Brésil et décrite en 2010 par le botaniste brésilien Elton Leme.

## Distribution
L'espèce est endémique de l'État d'Espírito Santo dans l'Est du Brésil.

## Description
Selon la classification de Raunkier, l'espèce est hémicryptophyte.